# 靖紀工作
靖紀工作，是內政部警政署為端正警察風紀而評核各警察機關員警風紀狀況的一項內部管理工作。

## 沿革
靖紀工作的前身為「靖紀專案」，自民國95年11月10日起實施，並於101年起改稱為靖紀工作，常態執行。
95年11月6日發生刑事警察局秘書葉信義假公濟私暴力迫遷事件（页面存档备份，存于） [1]，引發民眾質疑，內政部警政署為端正警察風紀，遂開始實施靖紀專案。

## 靖紀小組
警察機關為主動查處員警風紀案件而成立之任務編組，前身為「維新小組」、「正風小組」、「先聲小組」等。